# Rio Batalha
Il Rio Batalha è un affluente del fiume Tietê nello Stato di San Paolo in Brasile.

## Percorso

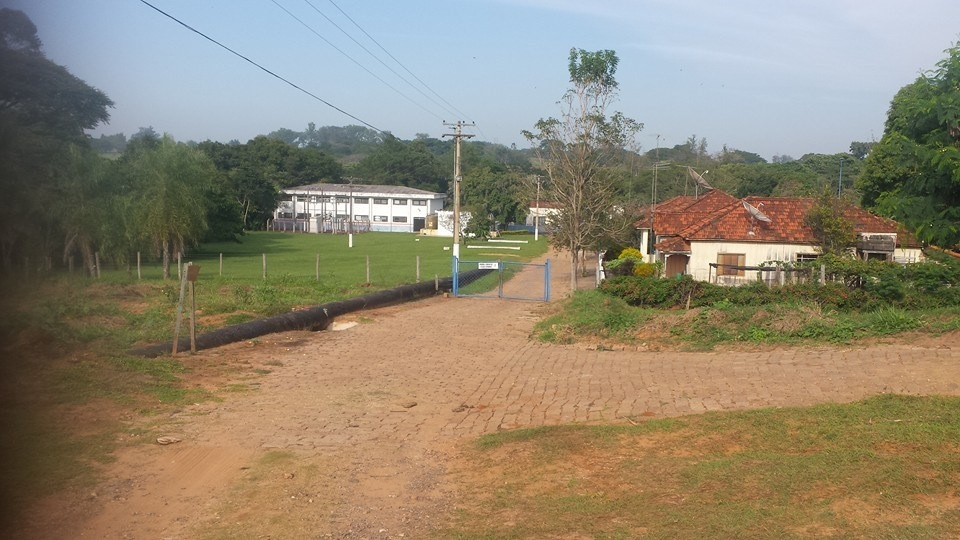
Stazione di pompaggio delle acque del fiume presso Bauru

Il fiume nasce in comune di Agudos, passa per Piratininga e Bauru dirigendosi verso nord-ovest. Passa poi ancora per Avaí dove devia verso nord e attraversa Reginópolis prima di sfociare nel fiume Tietê nei pressi di Uru. Il suo corso è lungo 167 km.